# Chroicocephalus ridibundus

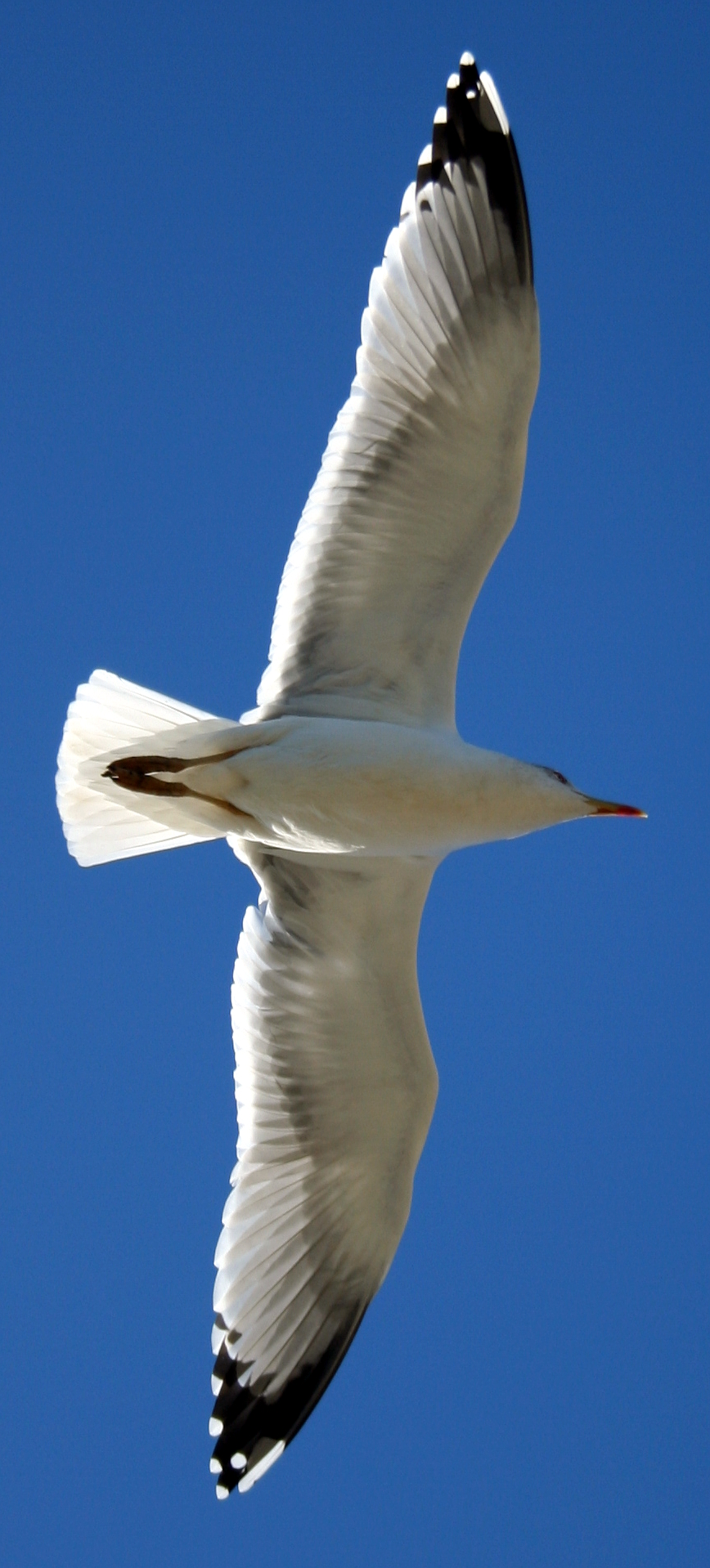
Gaviota reidora con plumaje invernal en Pontevedra, España

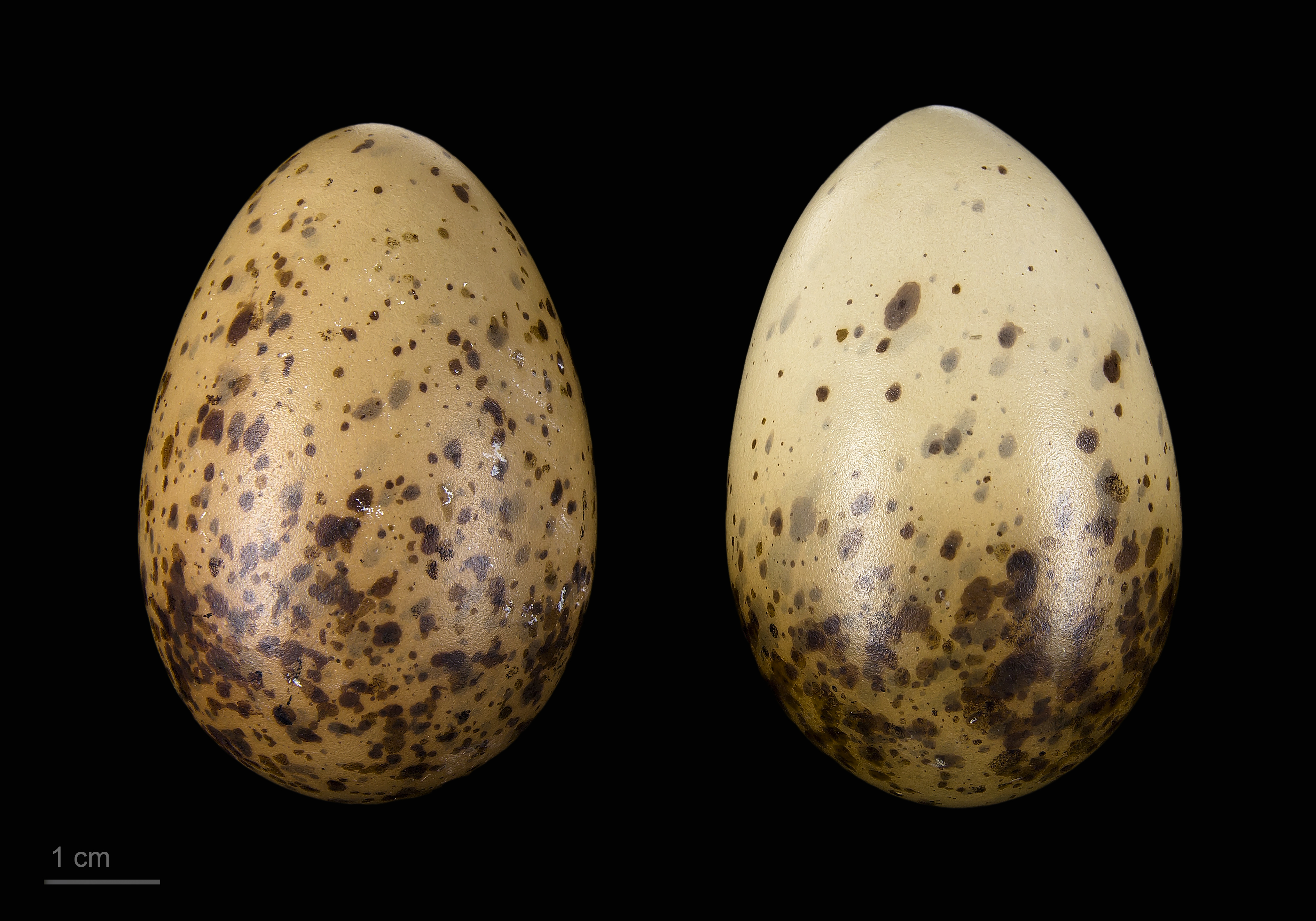
Huevos de Chroicocephalus ridibundus - MHNT

La gaviota reidora (Chroicocephalus ridibundus, antes Larus ridibundus) es una especie de ave caradriforme de la familia Laridae.

## Descripción
Durante el verano, el plumaje de la cabeza es de color marrón, excepto la nuca, que es blanca. El pico es rojo, pero puede ser casi negro en verano.
En invierno la cabeza es blanca con una mancha oscura en los flancos.

## Distribución
Habita regiones de Europa y Asia, así como la costa oriental de Canadá. La mayor parte de las poblaciones de gaviota reidora son migratorias en el tiempo invernal hacia latitudes meridionales aunque también se encuentran comunidades residentes en las zonas más cálidas de Europa Occidental. Otras poblaciones se desplazan hacia el noreste de los Estados Unidos. En España es abundante en el litoral, aunque también en zonas del interior, principalmente en Madrid. 

## Comportamiento

### Alimentación
En el mar su alimentación se compone principalmente de peces, así como de otros animales de pequeño tamaño, y en el interior de larvas de insectos y gusanos.

### Reproducción
Suele anidar en salinas, marismas y lagunas. El periodo de cría tiene lugar entre abril y julio, con una única puesta de 3 huevos, cuya coloración varía entre marrón y verde con manchas oscuras.